# 矛蛸屬
矛蛸屬是已滅絕的大型明斯特蛸科頭足類，生存於白堊紀時期。雖然矛蛸屬與牠們的近親托斯特蛸屬最初被認為是一種魷魚，然而目前的研究認為牠們與現存的章魚關係更為接近。其最大的鞘化石最初被認為具有約2米（6英尺7英寸）長的外套膜（且原先被認為屬於長托斯特蛸），估計全長可能與現存的大王烏賊相當；不過在重新分類至明斯特蛸科後，目前認為矛蛸屬的全長可能僅有約3米（10英尺）。目前有三個物種屬於矛蛸屬，分別為梅蘭妮矛蛸（E. melanae）、托尼氏矛蛸（E. tonii）以及科班氏矛蛸（E. cobbani）。

## 命名學
矛蛸屬的學名Enchoteuthis由希臘文的長矛（enchos）與魷魚（teuthis）組成，中文名則因牠們與現存的蛸親緣關係較近，故命名為矛蛸屬。其種名melanae來自發現正模標本的梅蘭妮·邦納，另一種名cobbani則是來自威廉·科班。

## 棲息與分佈地
梅蘭妮矛蛸與科班氏矛蛸皆生存於白堊紀晚期的北美洲西部內陸海道，化石遺骸遍布於北美洲的西部內陸海道，包括現今美國的堪薩斯州、懷俄明州、南達科他州、北達科他州，以及加拿大的曼尼托巴省。托尼氏矛蛸則生存於白堊紀早期的澳洲伊羅曼加海道。還有一個未命名的物種發現於白堊紀晚期的北美洲泛大洋地區，包括英屬哥倫比亞省及阿拉斯加州。